# 빅토르 벨렌코 망명 사건

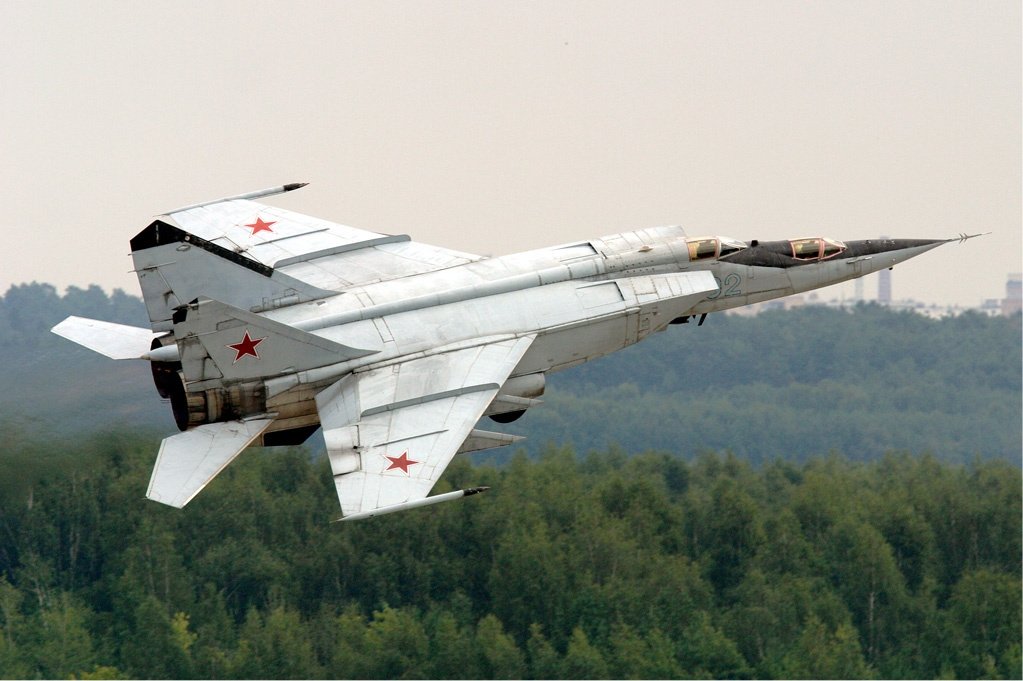
MiG-25

빅토르 벨렌코 망명 사건( - 亡命事件, 영어: Defection of Viktor Belenko)은 냉전시대였던 1976년 9월 6일, 소비에트 사회주의 공화국 연방(소련) 공군의 현역 장교였던 빅토르 이바노비치 벨렌코가 MiG-25(미그-25) 전투기를 타고 일본의 하코다테시 공항에 착륙해 미국으로 망명을 요구한 사건이다. MiG-25(미그-25) 망명사건, 미그기 망명 사건이라고도 불린다.

## 경위
1976년 9월 6일, 소련 방공군 소속 MiG-25 전투기 한 기가 소련 극동의 블라디보스토크 근처의 체그에흐카 공군기지에서 이륙하여 훈련공역으로 향하던 도중 갑자기 예상 경로를 이탈해 일본 쪽으로 빠르게 진입했다. 이것을 일본의 레이다가 오후 1시 30분 경 포착하여 F-4EJ 전투기가 요격을 위해 긴급 발진했다.
항공자위대는 지상의 레이다 기지와 공중의 F-4EJ로 MiG-25기를 수색했으나, 벨렌코 중위의 MiG-25가 저공비행을 실시하자 지상의 레이다 기지는 무용지물이 되고 F-4EJ의 레이다는 상공에서 저공 목표를 탐지하는 능력(Look-Down)이 낮아 레이다상에서 완전히 사라지자 항공자위대는 혼란에 빠졌다. 1시 50분 경 다시 레이다 상에 나타난 벨렌코 중위의 MiG-25는 홋카이도 상공을 3번 주회하고 하코다테시 공항에 착륙했다.
나중의 증언에서 빅토르 벨렌코는 저공비행으로 소련의 추적을 따돌린 뒤 항공자위대기에 의해 치토세 공항에 유도착륙을 할 예정이었으나 아무도 나타나지 않았고 연료 문제로 인해 가까운 홋카이도 공항에 비상착륙을 했다고 말했다. 당시 벨렌코 중위는 착륙지점을 잘못 판단해 활주로 중간 지점에서 착륙해서 250m나 오버런(Over run)하면서 활주로 끝의 철조망을 돌파, 논바닥에서 겨우 멈추었다.
소련은 기체의 즉각 반환을 요구했으나 미국과 일본은 MiG-25를 분해해 항공 자위대의 엄호 속에 C-5 갤럭시 대형 수송기에 실어 도쿄 근처의 이바라키현 이바라키 공항으로 이송한 뒤 벨렌코 중위의 도움으로 기체를 면밀히 검사한 다음, 11월 15일 반환했다. 그 후 벨렌코 중위는 그의 희망대로 미국으로 망명했다.

## 자위대의 비상 경계태세
소련군과 소련의 특수부대인 스페츠나츠 등이 "기체를 파괴하러 온다" 또는 "기체를 회수하러 온다"라는 소문이 퍼지자 육상자위대 북부 방면대는 당시 하코다테시 기지 축제용으로 전시할 예정이었던 무기들을 기지 내로 재반입하고 완전 무장한 자위대원 200명을 하코다테시 공항에 투입 시키고 공격 헬리콥터를 초계시키는 등 방어전투 준비가 세워졌다. 항공자위대는 F-4EJ 팬텀을 24시간 전투초계비행을 시행했고 해상자위대 역시 전투함정 3척을 동해에, 2척을 태평양 해역에 배치시켰다.

## 벨렌코의 망명 이유
여러 가지 설이 있으나 "열악한 근무환경과 대우, 그리고 소련 고위직의 딸이었던 아내와의 불화"라는 설이 가장 유력하다.

## 영향
이 사건으로 일본의 방공망은 매우 취약하다는 점이 지적되었으며 방위논의가 완전히 바뀌어 항공자위대는 비약적인 발전을 이루게 된다. 지상 레이다 기지와 기존 F-4EJ는 대대적인 보수 및 개량을 받게 되었고 종래의 예산계획에는 없었던 E-2 호크아이 조기경보기의 구매가 인정되었으며 당시 최고의 조기경보통제기였던 E-3 센트리에 대한 구매도 검토되었고, 최종적으로 E-767에 대한 구매가 이루어졌다.
한편, 소련 측은 아군기 식별 암호를 변경해야 했다. 또한 벨렌코 중위가 소속되어 있던 공군기지에 파견된 조사위원회는 조종사들의 열악한 근무환경에 경악했으며, 곧 조종사들의 숙소와 그들의 자녀를 위한 학교 건설을 결정하는 등 처우가 대폭 개선되었다. 또한 이 사건에서 보여준 MiG-25의 단점을 보완하고자 MiG-31의 개발을 서두르게 되었다.
하쿠리 기지로 이송된 MiG-25는 미국과 일본의 항공 전문가들에게 철저히 분석되었다. 서방세계는 당시로서는 획기적인 쌍발 터보제트 엔진을 탑재해 고도 6만 피트, 마하 3.2라고 제원이 공표된 이 최신예 전투기에 대해 막연한 공포를 갖고 있었으므로 펜타곤의 조사결과에 주목하지 않을 수 없었다. 미국은 지금까지 고성능 전투기로 알려져 두려워했던 MiG-25에 대항하기 위해 F-15를 개발했으나 실제로 생각보다 위험한 기체가 아니었음을 알게되었다. 특히 기체가 티타늄 합금이 아닌 스테인레스 철판을 사용했으며 진공관을 많이 사용한 전자기기가 당시의 수준으로 볼 때 시대에 뒤떨어지는 별 볼일 없는 수준이란 사실에 오히려 미국이 경악했을 정도였다.

## 망명 후
빅토르 벨렌코는 망명 후 소련의 보복을 의식해 거주지와 이름을 수시로 바꾸면서 미국이나 CIA에 협력했다고 한다. 그는 현재 미국 아이오와주의 민간 항공 비행사에서 항공 엔지니어 및 항공 이벤트 컨설턴트의 일을 하고 있다.